# Jiří Hrzán
Jiří Hrzán (30. března 1939 Tábor – 24. září 1980 Praha) byl český divadelní a filmový herec, zpěvák a bavič.

## Život

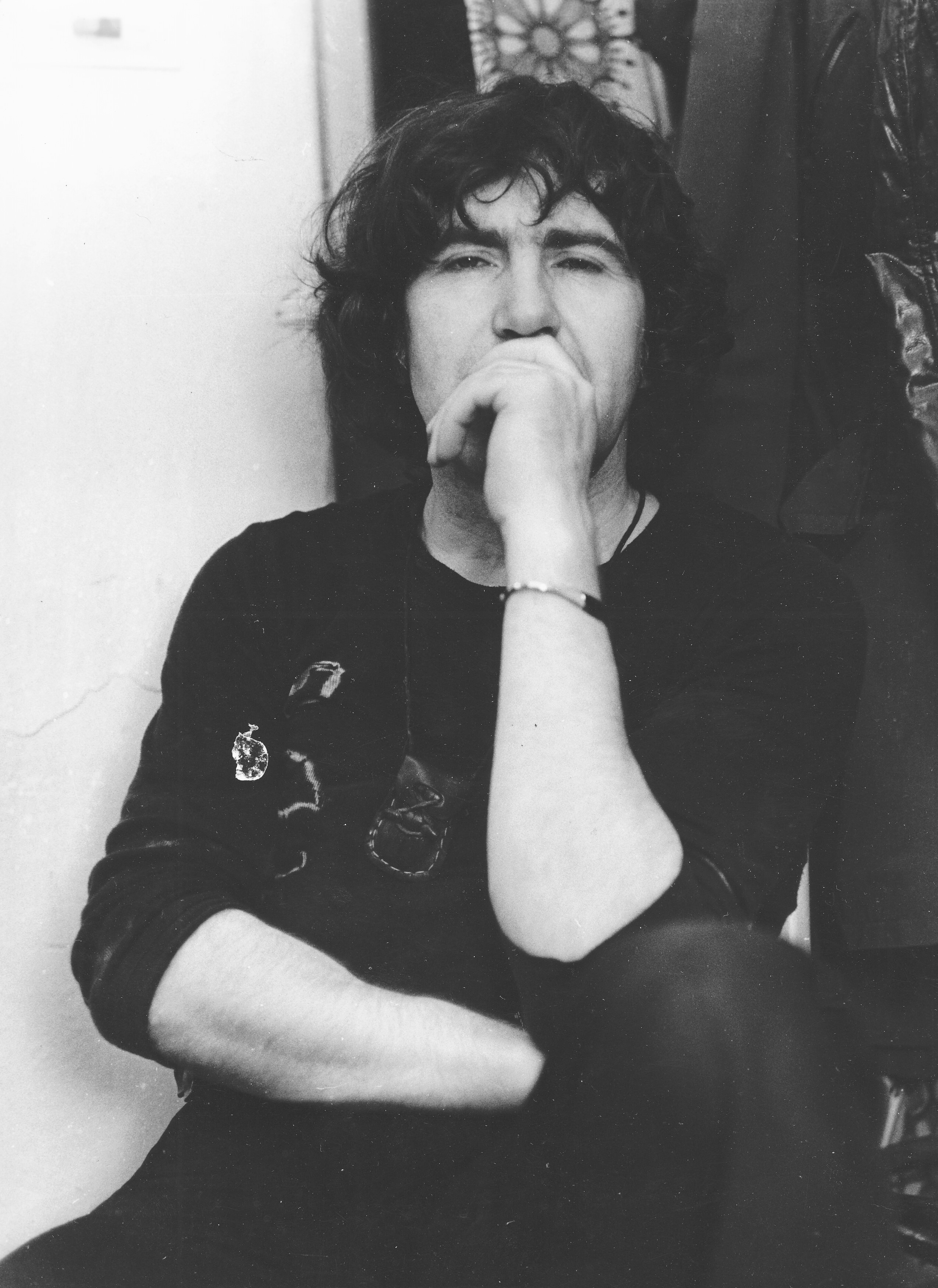
Jiří Hrzán, polovina 70. let 20. století, fotografie Tomáš Fassati

### Mládí a studia
Narodil se jako nejmladší ze čtyř dětí známého táborského zahradníka. Od mládí byl aktivním příznivcem sportu a kromě atletiky (běhy na středních tratích) hrál hokej, házenou, volejbal a kopanou. Později hrál za fotbalový klub Amfora, tvořený herci, zpěváky a baviči.
Jeho cesta k divadlu začala v Divadle mladých v Táboře (založeno v roce 1954), po maturitě na gymnáziu (1956) nebyl přijat na DAMU, ale jeho talentu si všiml divadelník Emil František Burian a angažoval ho do Divadelního studia v Praze. Na DAMU byl přijat za rok a absolvoval ji v roce 1961.
Talent, píle a vůle jej dovedly na profesionální divadelní dráhu, i když to nebylo snadné – v mládí totiž neuměl dobře vyslovit „ř“ a ještě trpěl mírnou koktavostí.

### Divadlo a film
Po studiu získal angažmá ve Východočeském divadle v Pardubicích (1961), kde se v roli Villona v Baladě z hadrů prosadil dynamickým herectvím. V letech 1962-64 byl v pražském Vojenském uměleckém souboru, s nímž cestoval a hrál po dva roky v různých scénkách. V souboru účinkovali také jeho budoucí kolegové v Činoherním klubu, Jiří Kodet, Petr Skoumal a Jiří Zahajský. Po vojně přešel Hrzán na krátký čas do Ostravy (Divadlo Petra Bezruče 1964–1965) a když se v letech 1964–1965 formovalo složení pražského Činoherního klubu, stal se Jiří Hrzán členem souboru (členy již byli mj. Jan Kačer, Jiří Kodet a Petr Čepek). Jeho první velkou rolí v divadle se stal sluha Syr v inscenaci Mandragory (Niccolò Machiavelli) a zde svým pohybovým mistrovstvím a klaunstvím vytvořil hlavní postavu. Další role např.: Dobčinskij v Revizorovi (Nikolaj Vasiljevič Gogol) a ve hře Pension pro svobodné pány (Seán O'Casey). Pohybové předpoklady a fantazii klauna uplatňoval ve svých dalších zdejších divadelních rolích.

### Film
Hrát začal v roce 1967, rolí ve filmu Svatba jako řemen, kdy režisér Jiří Krejčík dobře využil naivně dětských rysů jeho tváře a z jeho řečového handicapu udělal přednost. Podobně tak i další režiséři, např. ve filmech Pane, vy jste vdova!, Slaměný klobouk (zde uplatnil i svoji atletickou průpravu), Drahé tety a já (v něm i zpíval) atd.
Kromě rolí komediálních či tragikomických dostal i role vážné, např. ve filmech Nebeští jezdci a Hlídač. Hrál také v televizních seriálech, např. Byl jednou jeden dům nebo Píseň pro Rudolfa III., kde se projevil jako herec muzikálového typu. Také byla oblíbená jeho role ve filmu Homolka a tobolka s hláškou: „To bude horor!“

### Ústup apád
Druhá polovina sedmdesátých let přinesla jeho pozvolný ústup. Období normalizace se ho týkalo tím, že byly z repertoáru stahovány některé hry, v nichž také vystupoval. Po incidentu, při němž spadl z římsy hotelu v Ostravě, mu nebyla v roce 1976 prodloužena smlouva v Činoherním klubu a byl bez angažmá. S diváky se pak setkával už jen při televizních nebo zájezdových estrádách jako bavič i zpěvák, ale i zde plně odevzdával, co uměl, a jeho výkony hraničily až s klauniádou. Začal mít také stále více problémů s životosprávou, alkoholem a sebekontrolou. Na samém konci 70. let ztvárnil ještě role ve filmech Blázni, vodníci a podvodníci a Prázdniny pro psa, ale u filmu Buldoci a třešně v polovině natáčení přišel osudný den. Hrzán 22. září 1980 v noci v pražské Ladově ulici číslo 2042/7 spadl z výšky pátého patra, když riskantně šplhal po budově do bytu za přítelkyní. Na následky těžkých zranění zemřel po dvou dnech, 24. září 1980, ve Všeobecné fakultní nemocnici v Praze ve věku 41 let. Je pochován v rodinné hrobce v Táboře.
V rodinných hereckých stopách úspěšně kráčí jeho dcera – herečka Barbora Hrzánová. Mladší dcera Tereza Hrzánová je výtvarnice, s hercem Karlem Dobrým má syna Cyrila, který je též hercem.

## Divadelní role
Angažmá 12. července 1965 – 31. července 1976 (důvod rozvázání pracovního poměru byl záměrně vykonstruován)
- Albert Camus – Spravedliví / Foka, režie: Jan Kačer / 1965
- Niccolò Machiavelli – Mandragora / Syr, režie: Jiří Menzel / 1965
- Ladislav Smoček – Bludiště / Podivné odpoledne Dr. Zvonka Burkeho / Voják / Bytná, režie: Ladislav Smoček / 1966
- F. M. Dostojevskij – Zločin a trest / Poláček, režie: Evald Schorm / 1966
- Alena Vostrá – Na koho to slovo padne / Ofsajd, režie: Jan Kačer / 1966
- N. V. Gogol – Revizor / Dobčinskij, režie: Jan Kačer / 1967
- Harold Pinter – Narozeniny / Stanley Webber, režie: Jaroslav Vostrý / 1967
- Edward Bond – Spaseni / Fred, režie: Ladislav Smoček / 1968
- Alena Vostrá – Na ostří nože / Pinta, režie: Jaroslav Vostrý / 1969
- Voltaire – Candide / Candide, režie: Jaroslav Vostrý / 1971
- M. Gorkij – Na dně / Tatar, režie: Jan Kačer / 1971
- J. M. R. Lenz – Vychovatel / Fritz, režie: Jaroslav Vostrý / 1972
- Carlo Goldoni – Poprask na laguně / Komisař, režie: Ladislav Smoček / 1973
- Milan Calábek – Doktor Faust / Kašpar, režie: Milan Calábek / 1974
- Jiří Mahen – Chroust Jůzl, režie: Ladislav Smoček / 1974
- Seán O'Casey – Pension pro svobodné pány / Halibut, režie: Jiří Krejčík / 1975
- Ján Solovič – Stříbrný jaguár / Miki, režie: Vladimír Kavčiak / 1975
- Leonid Leonov – Vlk / Mladík, režie: Ladislav Smoček / 1976

## Filmografie

### Filmy
- Lidé jako ty (1960)
- Valčík pro milión (1960)
- Žalobníci (1960)
- Florián (1961)
- Reportáž psaná na oprátce (1961)
- Život bez kytary (1962)
- Bloudění (1966)
- Hotel pro cizince (1966)
- Pension pro svobodné pány (1967)
- Svatba jako řemen (1967)
- Nebeští jezdci (1968)
- Pražské noci (1968)
- Případ pro začínajícího kata (1969)
- Hlídač (1970)
- Pane, vy jste vdova! (1970)
- Velká neznámá (1970)
- Slaměný klobouk (1971)
- Šance (1971)
- Homolka a tobolka (1972)
- Tři chlapi na cestách (1973)
- Drahé tety a já (1974)
- Jak utopit dr. Mráčka aneb Konec vodníků v Čechách (1974)
- Hudba kolonád (1975)
- Bouřlivé víno (1976)
- Pozor, ide Jozefína... (1976)
- Blázni, vodníci a podvodníci (1980)
- Prázdniny pro psa (1980) – v několika větách jej nadaboval Vladimír Hrabánek, protože zemřel ještě před dokončením filmu
- Buldoci a třešně (1981)
- ...a zase ta Lucie! (1984) – roli profesora hudby natočil již v roce 1979 před svou smrtí, ve filmu jej dabuje Roman Skamene

### Televize
- 1965 Zločin na poště (TV inscenace povídky) – role: poštovní úředník Filípek
- 1967 Píseň pro Rudolfa III. (TV seriál 1967–1969)
- 1971 Klícka (TV film)
- 1972 Pan Tomšík (TV film) - hlavní role: pan Tomšík
- 1972 Byli jednou dva písaři (TV seriál)
- 1973 Bližní na tapetě (TV cyklus mikrokomedií Malé justiční omyly) – role: Karlík (12.příběh: Šprýmař)
- 1973 Sen noci svatojánské (TV adaptace)
- 1973 Čestné kolo (TV film) - role: mechanik Pavlík
- 1973 Kukačky (TV film) - role: Pižl
- 1974 Byl jednou jeden dům (TV seriál)
- 1976 O Terezce a paní Madam (TV pohádka)
- 1976 Preclíková válka (TV komedie) - role: strážmistr doktor Peřina
- 1979 Arabela (TV seriál) – role: televizní asistent František Gros
- 1980 A máte nás holky v hrsti (TV mikrokomedie) - role: Honza (manžel Evy v podání Dagmar Veškrnové)
- 1980 Luzie, Schrecken der Straße (TV Kinderserie)

## Vzpomínky

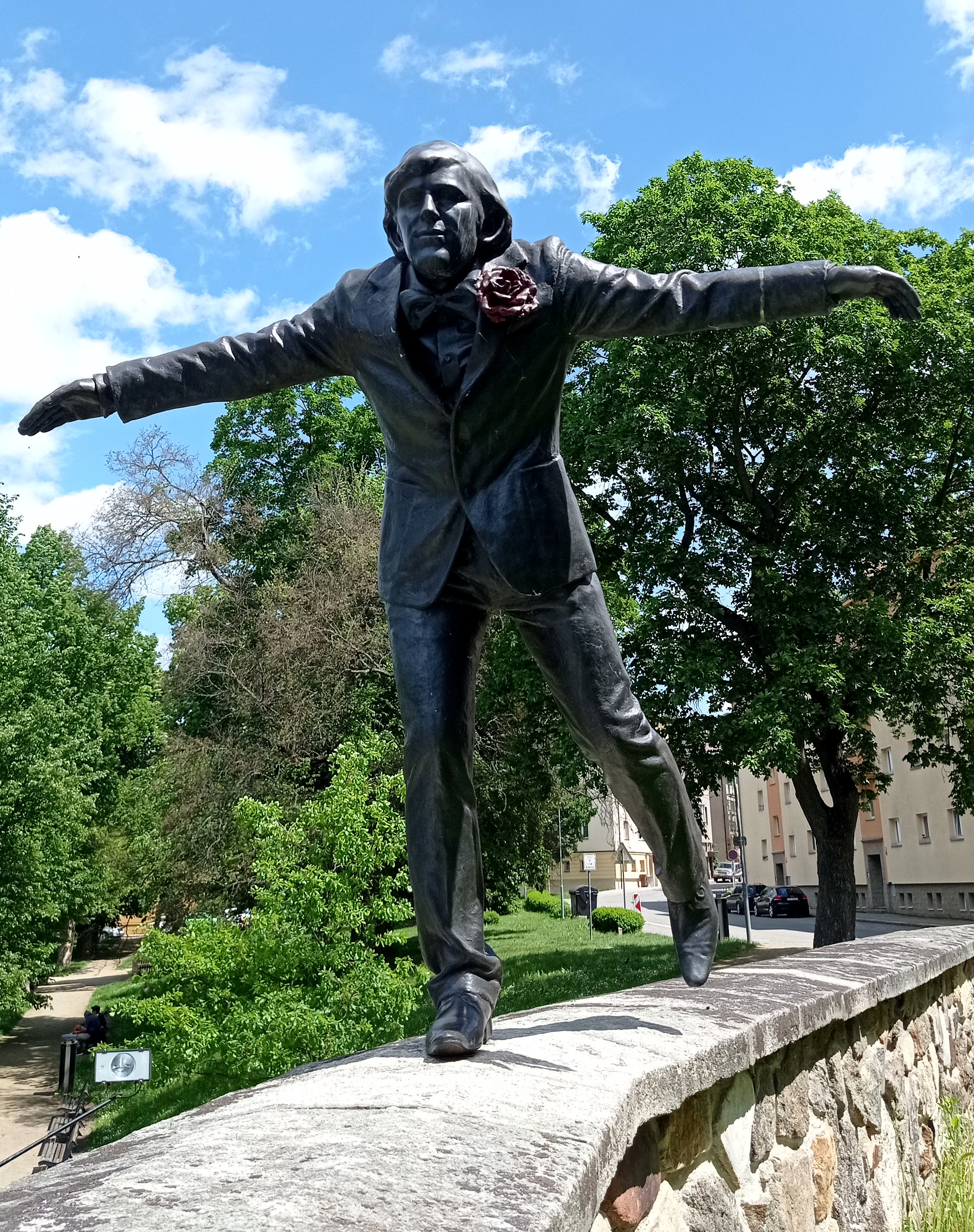
Socha v Táboře

- K nedožitým sedmdesátinám Jiřího Hrzána připravilo město Tábor vzpomínkový pořad na svého rodáka; 2. až 5. dubna 2009 bylo uvedeno 6 filmů, v kterých hrál, a v divadle proběhl pořad s herci-vrstevníky (V hlavní roli Jiří Hrzán).
- Táborské občanské sdružení Hrzán Sobě! uspořádalo dne 30. března 2012 k výročí narození Jiřího Hrzána Benefiční Galavečer – Pocta Jiřímu Hrzánovi,[3] jehož výtěžek měl být použit na realizaci a instalaci bronzové plastiky Jiřího Hrzána v Táboře nad vodní nádrží Jordán.[4] Na zhotovení této plastiky byla vypsána umělecká soutěž, ve které se svým návrhem zvítězily akademické sochařky Lenka a Markéta Melkusovy. Socha herce na opěrné zdi u Gymnázia Pierra de Coubertina byla díky veřejné sbírce a podpoře města zhotovena v roce 2019 k hercovým nedožitým 80. narozeninám a byla slavnostně odhalena dne 22. listopadu.[5][6]